# Williams FW22
Williams FW22 – samochód Formuły 1, zaprojektowany przez Patricka Heada, Gavina Fishera i Geoffa Willisa i skonstruowany przez Williams F1 na sezon 2000. Kierowcami modelu byli Ralf Schumacher i debiutant Jenson Button. Model był pierwszym samochodem Williamsa używającym silników BMW. Po tym, gdy FW21 okazał się nieudaną konstrukcją, przez co sezonie 1999 Williams zakończył na piątym miejscu w klasyfikacji konstruktorów, to model FW22 osiągał dosyć konkurencyjne wyniki, dzięki czemu brytyjski zespół w sezonie 2000 był trzeci.

## Historia
Po sezonie 1997 Williams stracił oficjalne silniki Renault i w latach 1998–1999 brytyjski zespół korzystał ze starych jednostek francuskiego producenta pod markami Mecachrome i Supertec. Wyniki osiągane przy udziale tych silników były niezadowalające: Williams, mistrz świata konstruktorów w roku 1997, w sezonie 1998 zajął trzecie miejsce z przewagą czterech punktów nad czwartym Jordanem, by w roku 1999 być w klasyfikacji konstruktorów piątym. W związku z odejściem Renault już w 1997 roku Williams zawarł porozumienie z BMW, w myśl którego niemiecka marka za darmo miała dostarczać zespołowi silników. W 1999 roku Jörg Müller intensywnie testował Williamsa FW21 z silnikami BMW.
Silnik dysponował mocą maksymalną ok. 810 KM. Był on dłuższy i cięższy od jednostki Supertec z 1999 roku. W związku z tym powiększono o 7 cm rozstaw osi. Sekcje boczne zostały poszerzone i wydłużone w celu zapewnienia silnikowi odpowiedniego chłodzenia oraz spełnienia nowych przepisów, zwiększających ochronę kierowcy. Williams FW22 był również pierwszym bolidem Williamsa z siedmiobiegową skrzynią biegów z aluminiową obudową.
Samochód został zaprezentowany w styczniu 2000 roku. W porównaniu do poprzedników przybrał zupełnie nowe barwy. Głównym sponsorem została firma Compaq. Podczas prezentacji samochodu Frank Williams ujawnił, że partnerem Ralfa Schumachera w zespole będzie debiutant, Brytyjczyk Jenson Button, a kierowcą testowym zostanie Bruno Junqueira.
Nowy silnik początkowo był dosyć słaby, jednak był ulepszany w trakcie sezonu, okazując się ostatecznie mocnym i wytrzymałym. W związku z tym FW22 był bardzo skuteczny na szybkich torach. Na wolniejszych obiektach zespół szukał dodatkowych rozwiązań, jak dodatkowe skrzydełko na szczycie samochodu podczas Grand Prix Węgier.
Williams, zdobywając w sezonie 2000 36 punktów, nie stanowił zagrożenia dla dwóch najlepszych zespołów – Ferrari i McLarena, które wywalczyły odpowiednio 170 i 152 punkty. Williams zajął trzecie miejsce w klasyfikacji ogólnej konstruktorów z 16 punktami przewagi nad czwartym Benettonem. Najlepszymi rezultatami było trzykrotnie trzecie miejsce Ralfa Schumachera.

## Wyniki w Formule 1
| Legenda oznaczeń w tabelach wyników Wyświetl szablon na nowej stronie | Legenda oznaczeń w tabelach wyników Wyświetl szablon na nowej stronie                                                                     |
| Oznaczenie                                                            | Wyjaśnienie |
| --------------------------------------------------------------------- | --- |
| Złoty                                                                 | Zwycięzca lub mistrzostwo |
| Srebrny                                                               | 2. miejsce lub wicemistrzostwo |
| Brązowy                                                               | 3. miejsce lub II wicemistrzostwo |
| Zielony                                                               | Ukończył, punktował (w klasyfikacji generalnej, gdy zdobył co najmniej jeden punkt na przestrzeni sezonu, poza trzema powyższymi opcjami) |
| Niebieski                                                             | Ukończył, nie punktował (w klasyfikacji generalnej, gdy nie zdobył co najmniej jednego punktu na przestrzeni sezonu)                      |
| Czerwony                                                              | Nie zakwalifikował się (NZ) |
| Czerwony                                                              | Nie prekwalifikował się (NPK) |
| Różowy                                                                | Nie ukończył (NU) |
| Różowy                                                                | Niesklasyfikowany (NS) (w klasyfikacji generalnej, gdy nie został sklasyfikowany w żadnym wyścigu sezonu)                                 |
| Czarny                                                                | Zdyskwalifikowany (DK) |
| Czarny                                                                | Wykluczony (WYK/EX) |
| Biały                                                                 | Nie wystartował (NW) |
| Biały                                                                 | Kontuzjowany (K/INJ) |
| Biały                                                                 | Wyścig odwołany (OD/C) |
| Bez koloru                                                            | Został wycofany (WYC/WD) |
| Bez koloru                                                            | Nie przybył (NP/DNA) |
| Bez koloru                                                            | Nie brał udziału w treningach (NT/DNP) |
| Bez koloru                                                            | Nie został zgłoszony (–) |
| Pogrubienie                                                           | Start z pole position |
| Kursywa                                                               | Najszybsze okrążenie wyścigu |
| †                                                                     | Nie ukończył, ale jego rezultat został zaliczony ze względu na przejechanie więcej niż 90% dystansu wyścigu.                              |
| *                                                                     | Sezon w trakcie |
| 1/2/3                                                                 | Punktowana pozycja w sprincie kwalifikacyjnym                                                                                             |
| Lista systemów punktacji Formuły 1                                    | |

| Sezon | Zespół              | Silnik | Kierowcy        | Wyniki w poszczególnych eliminacjach | Wyniki w poszczególnych eliminacjach | Wyniki w poszczególnych eliminacjach | Wyniki w poszczególnych eliminacjach | Wyniki w poszczególnych eliminacjach | Wyniki w poszczególnych eliminacjach | Wyniki w poszczególnych eliminacjach | Wyniki w poszczególnych eliminacjach | Wyniki w poszczególnych eliminacjach | Wyniki w poszczególnych eliminacjach | Wyniki w poszczególnych eliminacjach | Wyniki w poszczególnych eliminacjach | Wyniki w poszczególnych eliminacjach | Wyniki w poszczególnych eliminacjach | Wyniki w poszczególnych eliminacjach | Wyniki w poszczególnych eliminacjach | Wyniki w poszczególnych eliminacjach | Wyniki kierowców | Wyniki kierowców | Wyniki konstruktora | Wyniki konstruktora |
| Sezon | Zespół              | Silnik | Kierowcy        | AUS                                  | BRA                                  | SMR                                  | GBR                                  | ESP                                  | EUR                                  | MCO                                  | CAN                                  | FRA                                  | AUT                                  | DEU                                  | HUN                                  | BEL                                  | ITA                                  | USA                                  | JPN                                  | MYS                                  | Punkty           | Pozycja          | Punkty              | Pozycja             |
| ----- | ------------------- | ------ | --------------- | ------------------------------------ | ------------------------------------ | ------------------------------------ | ------------------------------------ | ------------------------------------ | ------------------------------------ | ------------------------------------ | ------------------------------------ | ------------------------------------ | ------------------------------------ | ------------------------------------ | ------------------------------------ | ------------------------------------ | ------------------------------------ | ------------------------------------ | ------------------------------------ | ------------------------------------ | ---------------- | ---------------- | ------------------- | ------------------- |
| 2000  | BMW WilliamsF1 Team | BMW    | Ralf Schumacher | 3                                    | 5                                    | NU                                   | 4                                    | 4                                    | NU                                   | NU                                   | 14                                   | 5                                    | NU                                   | 7                                    | 5                                    | 3                                    | 3                                    | NU                                   | NU                                   | NU                                   | 24               | 5                | 36                  | 3                   |
| 2000  | BMW WilliamsF1 Team | BMW    | Jenson Button   | NU                                   | 6                                    | NU                                   | 5                                    | 17                                   | 10                                   | NU                                   | 11                                   | 8                                    | 5                                    | 4                                    | 9                                    | 5                                    | NU                                   | NU                                   | 5                                    | NU                                   | 12               | 8                | 36                  | 3                   |